# Rhinocypha aurofulgens
Espèce
Rhinocypha aurofulgens est une espèce d'insectes de l'ordre des odonates (libellules), du sous-ordre des Zygoptera (demoiselles), de la famille des Chlorocyphidae et du genre Rhinocypha.

## Répartition
Rhinocypha aurofulgens se rencontre à Bornéo,,.

## Description
Rhinocypha aurofulgens est une demoiselle dont l’abdomen mesure environ 20 mm et les ailes 24 mm chez le mâle comme chez la femelle.

### Description du mâle
La tête est noire. Les joues et le labium sont bleus. Le vertex est orné d'une paire de fins points jaunes derrière les ocelles et d'une paire de points post-oculaires avec une plus grande tache ovale transverse entre eux de la même couleur.
Le prothorax est noir avec une fine ligne jaune sur le bord postérieur et un point jaune plus large sur chaque lobe central. Le synthorax est noir avec une paire de fines bandes jaune orange qui se rétrécissent en un point à leur terminaison supérieure et qui s'étendent au-delà de la moitié de la partie dorsale. Une fine ligne jaune est dessinée au-dessus, de chaque côté, et juste latéralement à la suture humérale tandis que la totalité du bas des côtés est occupée par une large bande jaune orangée. Un petit point jaune est également présent à la base des ailes antérieures et postérieures. La partie ventrale est noire.
Les ailes présentent une teinte uniforme marron jaune. Sur environ 5 mm, la partie apicale des ailes antérieures est opaque et richement colorée d'un violet noir à partir du ptérostigma. Seules les cellules directement subjacentes au ptérostigma ne sont pas colorées. Les ailes postérieures présentent la même particularité légèrement plus étendue sur 6 mm. Sur la surface inférieure des deux paires d'ailes, cette marque exhibe de magnifiques reflets cuivrés.
Les pattes sont noires apparemment sans coloration sur les parties antérieures des fémurs et des tibias,. Les coxae sont jaunes.
L'abdomen est noir en grande partie panaché de bleu. Une large marque bleue est présente de chaque côté du premier segment s'étendant postérieurement sur la partie dorsale de celui-ci. La partie dorsale des segments 2 à 9 est grandement couverte par une paire de marques bleues. Ces marques sont séparées par une fine ligne sur la carène débutant à la base des segments mais n'atteignant pas l'apex de telle façon que les segments apparaissent bleus avec un anneau apical noir. Le second segment, qui présente une dilatation en forme de selle sur sa terminaison postérieure, arbore une marque apicale latérale bleue qui est continue avec le marquage bleu dorsal. Dans le cas des segments 3 à 5, les marques latérales sont séparées. Le segment 10 et les appendices anaux sont entièrement noirs.

### Description de la femelle
La tête, le prothorax et le synthorax sont identiques à ceux du mâle mais la coloration est plus terne.
Les ailes sont entièrement hyalines avec un ptérostigma noir.
Le premier segment de l'abdomen est semblable à celui du mâle. Les autres segments sont noirs avec une carène dorsale marron jaunâtre qui est très étroite sur les segments 2 à 9. Les segments 2 à 7 présentent chacun une marque latérale jaunâtre. Sur les segments 3 et 4 cette marque constitue une bande complète et sur les segments 5 à 7 elle est divisée en une marque apicale et une marque basale. Les segments 2 à 6 présentent également une série de points ventraux de la même couleur.

## Écologie

### Comportement territorial
Les mâles sont territoriaux et se perchent sur les souches près des zones de ponte. Ils semblent préférer les taches ensoleillées. Les conflits territoriaux sont fréquents entre les mâles résidents et les nouveaux arrivants ou les mâles occupant les territoires adjacents. Ceux-ci débutent lorsqu'un mâle entre dans le territoire d'un autre, en général à moins de 1,5 m du point où le mâle résident est perché. S'ensuit une confrontation basée sur une succession d'approches frontales rapprochées de l'ordre de 1 à 5 cm, sans contact, où les ailes antérieures des opposants sont poussées vers l'avant révélant de manière brièvement stationnaire l'iridescence du marquage apical. Dans cette position, la paire monte rapidement, apparemment en volant principalement avec les ailes postérieures qui sont également inclinées vers le haut et révèlent ainsi également l'iridescence de leur surface inférieure. L'abdomen large et aplati est courbé vers le haut à partir du quatrième segment révélant sa coloration dorsale bleu brillant. Après avoir atteint une hauteur de 1 à 2 m au-dessus du sol, les mâles se désengagent, reviennent rapidement au point de départ et recommencent le cycle. L'affrontement s'achève lorsqu'un des mâles se sépare et est chassé après une brève poursuite à grande vitesse, ou lorsque les deux retournent sur leur perchoir d'origine, ou lorsque les deux se posent dans le même territoire se faisant face à une distance de moins d'un mètre.

### Relations inter-espèces
Les mâles Rhinocypha aurofulgens peuvent attaquer les mâles d'autres espèces comme Libellago semiopaca, Rhinocypha cucullata ou heliocypha biseriata pour les chasser de leur territoire et vice-versa. Il est également possible que les mâles Libellago stictica soient courtisés par les mâles Rhinocypha aurofulgens en raison de leur ressemblance avec la femelle de ce dernier.
Les mâles Rhinocypha aurofulgens peuvent courtiser les femelles Libellago semiopaca et les mâles Libellago semiopaca peuvent faire de même avec les femelles Rhinocypha aurofulgens.

### Accouplement
En général, le mâle se tient posé devant la femelle en position de ponte sur son territoire et fait vibrer ses ailes, avec l'aile postérieure levée au-dessus de l'aile antérieure, inclinées dans un plan vertical avec le dessous vers l'avant exposant ainsi la partie irisée au reflets cuivrés. L'abdomen n'est pas exposé et les pattes ne sont pas utilisées. Après appariement, la paire accouplée reste dans le territoire du mâle. L'accouplement dure en moyenne environ 80 secondes et après la séparation le mâle reste très près de la femelle pendant environ 30 minutes.

## Systématique
L'espèce Rhinocypha aurofulgens a été décrite par l'entomologiste britannique Frank Fortescue Laidlaw en 1931. L’épithète aurofulgens est dû à René Martin qui a nommé l'espèce sans la décrire en 1909.

### Publication originale
- (en) Laidlaw, F. F. 1931. A Revised list of the dragonflies (Odonata) of Borneo. Journal Of The Federated Malay States Museums, 16(3/4): 234-250 [242].